# جوزف موسکات
جوزف موسکات (انگلیسی: Joseph Muscat؛ زادهٔ ۲۲ ژانویهٔ ۱۹۷۴) یک سیاست‌مدار اهل مالت است.